# Franco Squillari
Franco Squillari (Buenos Aires, 22 augustus 1975) is een voormalig Argentijns tennisser die tussen 1994 en 2005 actief was in het professionele tenniscircuit. 
Squillari is vooral bekend als gravelspecialist,hij heeft in zijn carrière drie ATP-toernooien op zijn naam geschreven in het enkelspel en stond daarnaast nog in drie finales. 
2000 was het absolute topjaar in de carrière van Squillari, met twee toernooizeges en een halve finaleplaats op Roland Garros.

## Palmares
| Legenda                       | Legenda               |
| ----------------------------- | --------------------- |
| Grand Slam                    |                       |
| Olympische Spelen             |                       |
| tot 2009                      | vanaf 2009            |
| Tennis Masters Cup            | ATP Finals            |
| ATP Masters Series            | ATP Tour Masters 1000 |
| ATP International Series Gold | ATP Tour 500          |
| ATP International Series      | ATP Tour 250          |

### Enkelspel
| Nr.                  | Jaar             | Toernooi         | Ondergrond | Tegenstander in finale | Score                   | Details |
| -------------------- | ---------------- | ---------------- | ---------- | ---------------------- | ----------------------- | ------- |
| Gewonnen finales     |                  |                  |            |                        |                         |         |
| 1.                   | 2 mei 1999       | ATP München (1)  | Gravel     | Andrei Pavel           | 6-4, 6-3                | Details |
| 2.                   | 7 mei 2000       | ATP München (2)  | Gravel     | Tommy Haas             | 6-4, 6-4                | Details |
| 3.                   | 23 juli 2000     | ATP Stuttgart-1  | Gravel     | Gastón Gaudio          | 6-2, 3-6, 4-6, 6-4, 6-2 | Details |
| Verloren finales     |                  |                  |            |                        |                         |         |
| 1.                   | 30 maart 1997    | ATP Casablanca   | Gravel     | Hicham Arazi           | 6-3, 1-6, 2-6           | Details |
| 2.                   | 11 oktober 1998  | ATP Palermo      | Gravel     | Mariano Puerta         | 3-6, 2-6                | Details |
| 3.                   | 28 juli 2002     | ATP Sopot        | Gravel     | José Acasuso           | 6-2, 1-6, 3-6           | Details |
| Gewonnen challengers |                  |                  |            |                        |                         |         |
| 1.                   | 16 november 1997 | Río Grande       | Gravel     | Marcello Craca         | 6-3, 6-4                |         |
| 2.                   | 30 november 1997 | Buenos Aires (1) | Gravel     | Diego Moyano           | 6-1, 6-4                |         |
| 3.                   | 21 juni 1998     | Braunschweig     | Gravel     | Lucas Arnold Ker       | 6-2, 4-6, 6-1           |         |
| 4.                   | 21 november 1999 | Buenos Aires (2) | Gravel     | Hernán Gumy            | 5-7, 6-1, 6-4           |         |
| 5.                   | 3 november 2002  | São Paulo-3      | Gravel     | Luis Horna             | 6-2, 6-4                |         |

## Prestatietabel
| Legenda | Legenda                          |
| ------- | -------------------------------- |
| g.t.    | geen toernooi gehouden           |
| l.c.    | lagere categorie                 |
| –       | niet deelgenomen                 |
| G       | uitgeschakeld in de groepsfase   |
| 1R      | uitgeschakeld in de eerste ronde |
| 2R      | uitgeschakeld in de tweede ronde |
| 3R      | uitgeschakeld in de derde ronde  |
| 4R      | uitgeschakeld in de vierde ronde |
| KF      | uitgeschakeld in de kwartfinale  |
| HF      | uitgeschakeld in de halve finale |
| F       | de finale verloren               |
| W       | het toernooi gewonnen            |
| w-v     | winst/verlies-balans             |

### Prestatietabel grand slam, enkelspel
| Toernooi        | 1996 | 1997 | 1998 | 1999 | 2000 | 2001 | 2002 | 2003 |
| --------------- | ---- | ---- | ---- | ---- | ---- | ---- | ---- | ---- |
| Australian Open | –    | –    | 2R   | 2R   | 3R   | 2R   | 1R   | 1R   |
| Roland Garros   | 2R   | 1R   | –    | 1R   | HF   | 4R   | 1R   | 2R   |
| Wimbledon       | –    | –    | 2R   | 1R   | 1R   | 1R   | 1R   | 1R   |
| US Open         | –    | –    | 1R   | 1R   | 2R   | –    | –    | 1R   |